# Pont Rouge Lois Jeans
Pont Rouge Lois Jeans byl profesionální kanadský klub ledního hokeje, který sídlil v Pont Rouge v provincii Québec. V letech 1996–2010 působil v profesionální soutěži Ligue Nord-Américaine de Hockey. Lois Jeans ve své poslední sezóně v LNAH skončily v základní části na sedmém místě. Své domácí zápasy odehrával v hale Aréna Joé-Juneau. Klubové barvy byly černá, bílá a červená.
Jednalo se dvojnásobného vítěze LNAH (sezóny 2004/05 a 2008/09).

## Historické názvy
Zdroj: 
- 1996 – Vanier Voyagers
- 1997 – Québec As
- 1999 – Beaupre Caron & Guay
- 2000 – Beaupre As
- 2001 – Québec As
- 2003 – Québec Radio X
- 2008 – Pont Rouge Lois Jeans

## Úspěchy
- Vítěz LNAH ( 2× )
  - 2004/05, 2008/09

## Přehled ligové účasti
Zdroj: 
- 1996–2004: Ligue de hockey semi-professionnelle du Québec
- 2004–2010: Ligue Nord-Américaine de Hockey